# Gemeinde (Japan)

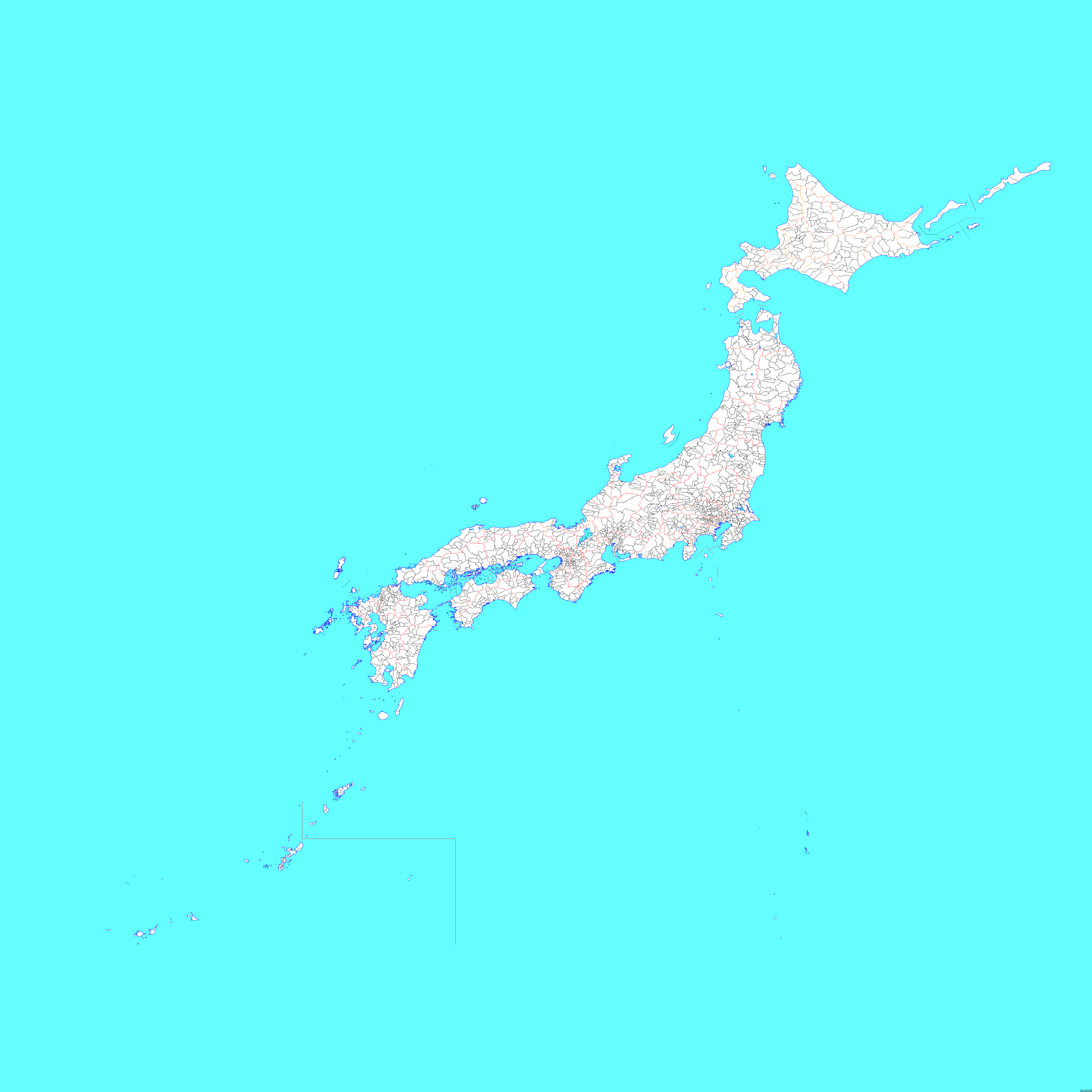
Verwaltungsgliederung Japans 2014 (Präfekturen und Unterpräfekturen in Hokkaidō rot, Gemeinden schwarz, Bezirke von designierten Großstädten grau)

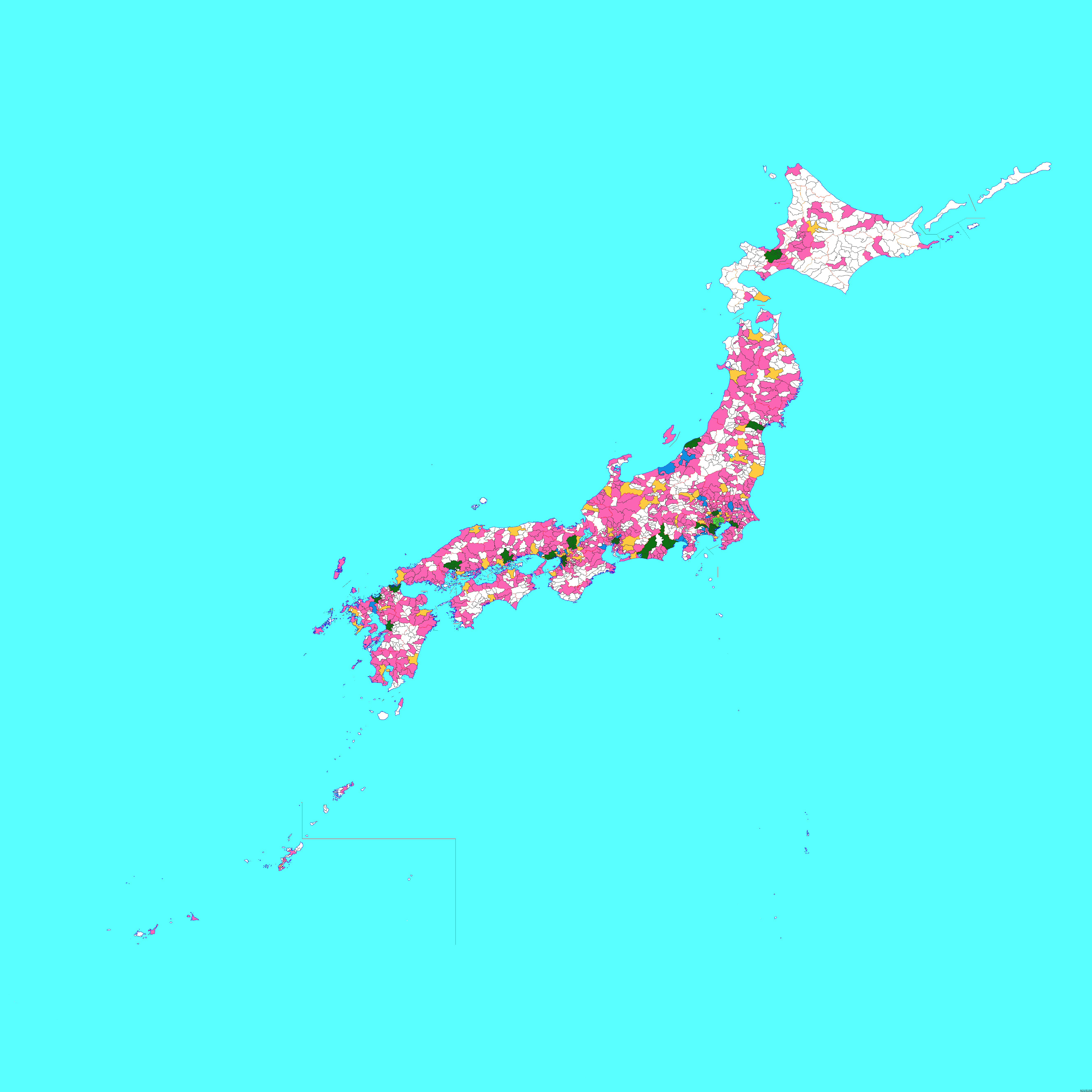
Gemeindegliederung 2021:
seirei shitei toshi (designierte Großstädte)
chūkaku-shi (Kernstädte)
tokurei-shi (Ausnahmestädte)
sonstige -shi (kreisfreie Städte)
tokubetsu-ku (stadtfreie Bezirke)
-machi & -mura (Städte & Dörfer in den Landkreisen/Unterpräfekturen von Tokio)

In Japan gibt es heute vier Arten von Gemeinden, die als selbstverwaltete Gebietskörperschaften unterhalb der Präfekturebene stehen. Japan ist eigentlich flächendeckend in Präfekturen und Gemeinden unterteilt, jeder Punkt in Japan sollte folglich zu genau einer Gemeinde und genau einer Präfektur gehören und es sollte keine gemeindefreien Gebiete geben; jedoch ist die Gemeindezugehörigkeit einiger Gebiete, besonders abgelegener Inseln, Neulandgebiete und Gewässer, umstritten.
Die vier Arten von Gemeinden sind:
- Shi (市), (kreisfreie) Städte, von denen die größten als seirei shitei toshi (etwa „regierungsdesignierte Großstädte“) sonst den Präfekturen zustehende Verwaltungsaufgaben übernehmen und in Stadtbezirke (ku, manchmal eindeutiger 行政区, gyōsei-ku, „Verwaltungsbezirke“) gegliedert sind, weitere größere Städte werden absteigend nach Verwaltungskompetenz als „Kernstädte“ (chūkakushi) und „Sonderstädte“ (tokureishi) klassifiziert,
- Machi (町, sinojapanische Lesung chō), (in der Regel: kreisangehörige) Städte, wobei die Landkreise, Gun, im Wesentlichen nur noch als geographische Bezeichnung existieren,
- Mura (村, sinojapanisch son), (kreisangehörige) Dörfer und
- [Tokubetsu-]Ku ([特別]区), „[Sonder-]Bezirke“, die bisher nur in Tokio existieren; nicht zu verwechseln mit den vorher genannten Verwaltungsbezirken von Großstädten. Beide werden aber oft nur als ku, „Bezirk[e]“, benannt.

Einige Gemeinden auf abgelegenen Inseln sind machi oder mura, gehören aber nicht zu einem Landkreis.
Weil für die Bezirke Tokios bestimmte, seit dem Jahr 2000 vor allem auf wenige Zuständigkeiten und das Steuersystem begrenzte Einschränkungen im Vergleich mit anderen Gemeinden gelten, werden sie in manchen Kontexten bis heute nicht zu den Gemeinden gezählt und z. B. bei der Zentralregierung in Kommunalstatistiken (s. u.) des für die Beziehungen zu den Gebietskörperschaften zuständigen Sōmushō gar nicht oder nur separat geführt. In anderen Kontexten, etwa bei der Wahl ihrer Bürgermeister und Parlamente, sind die Bezirke dagegen heute gleichwertig und werden z. B. auch in den Wahlstatistiken (s. u.) des bei der Zentralregierung für Wahlen zuständigen Sōmushō gleich behandelt.
Am 26. September 2020 gab es inklusive Tokios insgesamt 1.741 Gemeinden, davon 792 shi (darunter 20 seirei-shi), 743 machi/chō, 183 mura/son und 23 tokubetsu-ku. Aufgrund vieler Eingemeindungen haben Machi und Mura zahlenmäßig sehr stark abgenommen. Viele Stadtgebiete von in den Heisei-Jahren „neu“ entstandenen Städten sind mit denen vormaliger Landkreise nahezu identisch.

## Sammelbegriffe und Übersetzungen
Zusammen werden die Gemeinden in Zusammenziehung der Worte für die vier Gemeindeformen im Japanischen meist als shi-ku-chō-son (市区町村), teilweise auch als shi-chō-son-ku (市町村区) bezeichnet. In der Präfektur Tokio, wo die Mehrheit der Einwohner in den Bezirken lebt, ist besonders in offiziellen Zusammenhängen auch die Bezeichnung ku-shi-chō-son (区市町村) anzutreffen. Außerhalb der Präfektur Tokio oder landesweit ist auch die ältere Bezeichnung shi-chō-son (市町村) häufig, womit je nach Kontext dennoch alle vier Formen gemeint sein können. Der Begriff kiso jichitai (基礎自治体), mit dem man allgemein, z. B. auch in anderen Ländern die untere Ebene der Gebietskörperschaften bezeichnen kann, bezieht sich heute auf alle vier Formen, ist historisch aber ebenfalls nicht eindeutig, weil die Bezirke Tokios nicht immer dazu zählten.
Das im Selbstverwaltungsgesetz verwendete Wort chihō kōkyō dantai (地方公共団体) bezeichnet als Oberbegriff alle dort geregelten Körperschaften, also Präfekturen, alle vier Gemeindearten, verschiedene Arten von Präfektur- und Gemeindeverbänden, zaisan-ku („Eigentumsbezirke“), die teilweise auf vormoderne Tradition zurückgehendes gemeinschaftliches Eigentum eines Teils einer Gemeinde (Gebietsreform von 1888/89) wie Wälder, Weideland, Fischereirechte, Onsen etc. verwalten, und chihō kaihatsu jigyōdan (regionale Entwicklungsgesellschaften, inzwischen abgeschafft) zusammen; synonym werden oft chihō jichitai (地方自治体) oder nur jichitai (自治体) gebraucht. Diese Begriffe werden zum Teil als „Gebietskörperschaft[en]“ übersetzt, im engeren Sinne sind das je nach Kontext aber nur Präfekturen und Gemeinden, mit oder ohne die Bezirke Tokios.
Je nach Kontext wird entsprechend auch in europäischen Sprachen die unterste Verwaltungsebene Japans in ihrer Gesamtheit, d. h. alle shi, machi, mura und tokubetsu-ku zusammen, als „die Gemeinden“ oder aber, wenn der Kontext die tokubetsu-ku nicht per se zu den Gemeinden zählt, als „die Gemeinden und Bezirke Tokios“ o. ä. bezeichnet.
In diesem Artikel sind grundsätzlich, wo nicht ausdrücklich anders angegeben, mit „die Gemeinden“ alle vier oben genannten Formen von Gebietskörperschaften gemeint, die zusammen das Land und alle seine 47 Präfekturen mit Ausnahme der erwähnten Einschränkung für umstrittene Gebiete flächendeckend unterteilen.

## Gemeindeordnung
Heutige rechtliche Grundlagen für die Organisation der Gemeinden sind vor allem die Nachkriegsverfassung und das chihō-jichi-hō („Gesetz über lokale Selbstverwaltung“) von 1947. Letzteres unterscheidet die shi, machi und mura zusammen mit den Präfekturen als futsū chihō kōkyō dantai (普通地方公共団体, „normale“ oder „gewöhnliche Gebietskörperschaften“) von den tokubetsu chihō kōkyō dantai (特別地方公共団体, „besondere ~“), zu denen neben den oben genannten Zweckverbänden und Eigentumsbezirken auch die Bezirke Tokios zählen.

### Institutionen
In den Gemeinden wird wie in den Präfekturen ein Präsidialsystem praktiziert, das heißt, der Bürgermeister (shi-/ku-/chō-/son-chō) wird alle vier Jahre durch einfache Mehrheitswahl direkt vom Volk gewählt, also unabhängig von den Kommunalparlamenten (shi-/ku-/chō-/son-gikai, in einigen großen Städten noch unter dem älteren Namen shikai) bestimmt. Diese werden durch nicht übertragbare Einzelstimmgebung gewählt, die Anzahl der Mitglieder richtet sich nach der Bevölkerungszahl; die meisten Gemeinden bilden „große Wahlkreise“, die Gemeinde als Ganzes bildet also einen einzigen Wahlkreis, in den seirei shitei toshi bildet jeder Stadtbezirk einen Wahlkreis. Die Bürger können durch einen erfolgreichen Recall Neuwahlen von Bürgermeister, Kommunalparlament oder einzelnen Abgeordneten erzwingen. Das Kommunalparlament kann gegen den Bürgermeister ein Misstrauensvotum verabschieden, auf das dieser mit Rücktritt oder der Auflösung des Parlaments reagieren muss. Außerdem kann das Parlament sich selbst auflösen.
Eine Ämter- bzw. Mandatshäufung auf verschiedenen Ebenen, wie sie z. B. in Frankreich traditionell verbreitet war, ist heute in Japan grundsätzlich nicht möglich: Bürgermeister dürfen nicht einem Gemeinde-, Präfekturparlament oder einer Kammer des nationalen Parlaments angehören, und auch Gemeindeabgeordnete dürfen nicht gleichzeitig Abgeordnete auf Präfektur- oder nationaler Ebene sein.
Grundsätzlich analog zur Präfekturebene beschließt das Kommunalparlament jōrei (条例, vgl. Satzungen im öffentlichen Recht Deutschlands), den Haushalt, überwacht den Bürgermeister und die Gemeindeverwaltung und wählt die Mitglieder der Wahlaufsichtskommission der Gemeinde. Der Bürgermeister leitet die Gemeindeverwaltung, beruft mit Zustimmung des Kommunalparlaments auf vier Jahre je nach den Bestimmungen der Gemeinde keinen, einen oder mehrere Vizebürgermeister (fuku-shi-/ku-/chō-/son-chō, vielerorts auch joyaku) und die Mitglieder bestimmter Verwaltungsausschüsse wie z. B. des Bildungsausschusses, legt den Haushaltsentwurf vor, hat Initiativ- sowie ein aufschiebendes Vetorecht für kommunale jōrei und repräsentiert die Gemeinde nach außen. Die Amtsverordnungen des Bürgermeisters, kisoku (規則), dürfen nicht gegen jōrei verstoßen. Zusammen nennt man jōrei und kisoku manchmal auch reiki (例規), z. B. in gesammelten Veröffentlichungen der Rechtsnormen einer Präfektur oder Gemeinde. Die Bürger haben wie auf Präfekturebene neben den Recalls auch Volksabstimmungen als direkte Einflussmöglichkeiten auf die kommunalen Verwaltungen. Kleine ländliche Gemeinden (machi, mura unterhalb einer gewissen Einwohnerzahl) können auf die Einberufung eines Parlaments verzichten, stattdessen entscheiden dann die Bürger direkt in einer Generalversammlung (sōkai) aller Wahlberechtigten.

### Aufgaben
Zu den Aufgaben der Gemeinden gehören Infrastrukturaufgaben wie Stadtplanung und die kommunalen Straßen, Müll- und Abwasserentsorgung, die Feuerwehr, Bildungsaufgaben, Kindertagesstätten und Kindergärten sowie Grund- und Mittelschulen, über die aber die Präfekturen die Aufsicht haben, und das Führen der Familienregister sowie der Melderegister für In- und Ausländer. Die größeren Städte übernehmen einige weitere Aufgaben: Die seirei shitei toshi übernehmen in vielen Verwaltungsbereichen Teilaufgaben von den Präfekturen und haben größere Zuständigkeiten als übrige Gemeinden unter anderem bei Stadtplanung, Umweltschutz, Sozialleistungen und Bildung, erhalten zusätzliche Einnahmen und haben zusätzliche Mitwirkungsrechte, dürfen beispielsweise eigene Mitglieder in die Präfekturkommission für öffentliche Sicherheit nominieren. Teilweise übernehmen sie auch zentralstaatliche, sonst meist an die Präfekturen übertragene Aufgaben, so sind sie etwa nach dem dōro-hō („Straßengesetz“) auf ihrem Gebiet auch für Nationalstraßen zuständig. Andererseits delegieren sie einige Aufgaben wie Meldeangelegenheiten an die Stadtbezirke. Die chūkaku-shi und tokurei-shi und sonstige shi erhalten absteigend weniger Zuständigkeiten von den Präfekturen. machi und mura sind in ihren Aufgaben weitgehend gleichwertig. In den Bezirken Tokios werden wiederum einige der sonst kommunalen Aufgaben von der Präfektur übernommen, insbesondere Feuerwehr, Wasserversorgung, Abwasser und die mit Versorgungsinfrastruktur verbundenen Stadtplanungsaufgaben; außerdem geht dort ein erheblicher Teil der kommunalen Steuern nicht an die Bezirke, sondern an die Präfektur, die 55 % davon in einem Finanzausgleich wieder an die Bezirke für ihre kommunalen Aufgaben verteilt, den Rest für die auf dem Gebiet der Bezirke von der Präfektur übernommenen kommunalen Aufgaben behält. Nach dem Gesetz können inzwischen grundsätzlich auch in anderen Präfekturen nun Sonderbezirke anstelle von sehr großen Städten eingerichtet werden, wie es in der Präfektur Ōsaka Gouverneur, Parlamentsmehrheit und der Bürgermeister der Stadt Ōsaka anstreben. Die Verteilung von kommunalen Aufgaben und Einnahmen zwischen Präfektur und Bezirken müsste dabei nicht in gleicher Weise erfolgen wie in Tokio.

### Kommunalfinanzen
Die Gesamteinnahmen der Gemeinden beliefen sich im Fiskaljahr 2007 auf rund 49,5 Bio. Yen, davon kamen 39,3 % aus kommunalen Steuern (hauptsächlich die „Bürgersteuer“ (shi-/ku-/chō-/son-min-zei), und die Vermögenssteuer (zaisan-zei)), weitere 19,6 % aus regulären (Finanzausgleich) und Sonderzuweisungen von nationalen Steuern und nochmal 10,3 % aus kokko-shishutsu-kin, Mitteln, die für meist an bestimmte, teilweise zwischen Zentralstaat und Kommune gemeinsame Aufgaben gebundene von der Zentralregierung ausgeschüttet werden. Der Rest muss durch die Ausgabe von Anleihen und andere Einnahmen gedeckt werden.

### Politische Parteien in der Kommunalpolitik
Viele Kommunalwahlen – 2023 landesweit noch rund 13 % der Bürgermeisterwahlen und rund 40 % der Parlamentswahlen – werden bei einheitlichen Regionalwahlen in Jahren vor Schaltjahren durchgeführt, zuletzt im April 2023.
Die Kommunalpolitik ist jenseits der großen Städte wenig parteipolitisch organisiert, zudem sind die meisten nationalen Parteien in ihrer Struktur von oben organisiert, das heißt, sie sind in erster Linie Zusammenschlüsse von Abgeordneten des nationalen Parlaments. Vor allem Mitglieder von Kōmeitō und Kommunistischer Partei Japans sind dagegen auch in kleineren Städten und Dörfern als Parteipolitiker vertreten. Insgesamt setzten sich die Kommunalparlamente zum Jahresende 2023 wie folgt zusammen (Parteizugehörigkeiten nach den Kandidatenmeldungen bei der jeweils letzten Wahl):
| Partei (Stand: 31. Dezember 2023) | Partei (Stand: 31. Dezember 2023)                           | Abgeordnete | Abgeordnete |
| Partei (Stand: 31. Dezember 2023) | Partei (Stand: 31. Dezember 2023)                           | Zahl        | Prozent     |
| --------------------------------- | ----------------------------------------------------------- | ----------- | ----------- |
|                                   | Kōmeitō                                                     | 2.667       | 9,15        |
|                                   | Kommunistische Partei Japans                                | 2.226       | 7,64        |
|                                   | Liberaldemokratische Partei                                 | 2.137       | 7,33        |
|                                   | Konstitutionell-Demokratische Partei                        | 712         | 2,44        |
|                                   | Nippon Ishin no Kai                                         | 409         | 1,4         |
|                                   | Demokratische Volkspartei                                   | 145         | 0,5         |
|                                   | Sanseitō                                                    | 128         | 0,44        |
|                                   | Sozialdemokratische Partei                                  | 86          | 0,3         |
|                                   | Reiwa Shinsengumi                                           | 52          | 0,18        |
|                                   | Minna de tsukuru tō                                         | 7           | 0,02        |
|                                   | Sonstige (inkl. Ōsaka Ishin no Kai, „alte“ KDP, „alte“ DVP) | 562         | 1,93        |
|                                   | Unabhängige                                                 | 20.004      | 68,7        |

23.997 der Abgeordneten waren Männer, 5.137 Frauen, das entspricht einem Frauenanteil von 17,6 %.
Von 1.741 Bürgermeistern waren zum Jahresende 2023 1.719 parteilos gewählte. Landesweit gab es nur 53 Bürgermeisterinnen, 33 in kreisfreien Städten, sechs in Sonderbezirken, 14 in [kreisangehörigen] Städten und Dörfern.

## Geschichte
Nach der Meiji-Restauration entwickelte die neue Regierung in mehreren Schritten eine moderne Struktur der Verwaltung; bis 1890 entstanden im Wesentlichen die Arten von Verwaltungseinheiten, die Japan bis heute unterteilen. Während die Präfekturen noch bis zum Pazifikkrieg enger an die Weisungen der Reichsregierung gebunden waren – Gouverneure waren im Kaiserreich meist ohnehin Beamte des Innenministeriums und örtliche Vertreter der Reichsregierung –, gab es in den Gemeinden früher eine stärker ausgeprägte, wenn auch aus heutiger Perspektive ebenfalls recht eingeschränkte Selbstverwaltung.
Das 1871/72 kurz nach der Restauration eingerichtete, an das Melderecht (Koseki) geknüpfte „System großer und kleiner Bezirke“ (大区小区制, Daiku-shōku-sei) wurde 1878 ersetzt: Mit dem Gun-ku-chō-son-hensei-hō (郡区町村編制法, „Gesetz über die Organisation von gun, ku, machi und mura“) wurden die Landkreise, gun, reaktiviert, die – ähnlich wie die Provinzen – zwar auf die chinesisch inspirierten Staatsreformen des Altertums zurückgehen und nach wie vor als geographische Einteilung des Landes dienten, aber als Verwaltungseinheit schon vor der Restauration lange keine Bedeutung mehr hatten. Viele Landkreise wurden geteilt oder an eine bereits bei der Einrichtung der Präfekturen entstandene Teilung angepasst, vereinigt oder umbenannt, außerdem wurden einige Gebiete als Stadtkreise bzw. „Bezirke“ (ku) abgetrennt: Die drei Hauptstädte Kyōto, Ōsaka und Tokio wurden in mehrere solcher Bezirke eingeteilt, andere große Städte, besonders die in den ungleichen Verträgen geöffneten Vertragshäfen, bildeten als ganzes einen Bezirk. Sowohl Landkreise wie Stadtkreise/Bezirke unterteilten sich weiter in städtische und dörfliche Einheiten, machi und mura – viele davon entsprechen heutigen Ortsteilen. Der genaue Zeitpunkt der Umsetzung des Gesetzes variierte von Präfektur zu Präfektur. Ebenfalls 1878 modernisierten zwei weitere Gesetze die Präfekturen, zusammen bezeichnet man die Reformen von 1878 auch als chihō san-shinpō (地方三新法, etwa „die drei neuen Regionalgesetze“).
1880 erließ die Meiji-Regierung das ku-chō-son-kai-hō (区町村会法, „Gesetz über Bezirks-, Stadt- und Dorfversammlungen“), mit dem die Gemeinden unter Zensus gewählte Räte erhielten. Diese, zusammen mit den 1878 eingerichteten Präfekturversammlungen (fu-ken-kai), ersten Volksvertretungen waren von der Meiji-Oligarchie auch als Testfall für die Einführung einer Verfassung und einer Nationalversammlung (kokkai) konzipiert, wie sie die „Bewegung für Freiheit und Bürgerrechte“ forderte. Verfassung und Parlament versprach die Regierung ein Jahr später, 1881. Noch vor dem letztlichen Inkrafttreten (1890) der Reichsverfassung sollten aber die lokalen Verwaltungen noch einmal grundlegend neu gestaltet werden: Zwischen 1888 und 1890 erließ die Regierung maßgeblich von preußischen Beratern mitgestaltete Präfektur-, Landkreis- und Gemeindeordnungen.
Die Gemeindeordnung für (kreisangehörige) Städte und Dörfer (chō-son-sei) und die Gemeindeordnung für (kreisfreie) Städte (shi-sei) wurden 1888 erlassen. Diese führten eine teilweise nach preußischem Vorbild gestaltete kommunale Selbstverwaltung ein. Umgesetzt wurden die Gemeindeordnungen in den meisten Präfekturen 1889. Gleichzeitig wurden in einer landesweiten Gebietsreform aus bisher insgesamt 71.314 machi und mura 15.859 Gemeinden, darunter die ersten der neu eingeführten (kreisfreien) Städte (shi), die die bisherigen Stadtkreise/Bezirke ersetzten. Seitdem existieren in weiten Teilen Japans die drei Hauptgemeindeformen shi-chō-son. In den noch nicht voll gleichwertigen Präfekturen Okinawa, Hokkaidō und außerdem für bestimmte Inselgemeinden anderer Präfekturen galten eigene Vorschriften, teilweise noch bis zum Pazifikkrieg.
Nach den Gemeindeordnungen von 1888 wurden nur die Bürgermeister kreisangehöriger Gemeinden indirekt gewählt, in den kreisfreien Städten nominierte der Stadtrat drei Bürgermeisterkandidaten, von denen dann einer ernannt wurde, und in den drei wichtigsten Städten Tokio, Ōsaka und Kyōto hatten die Bürger überhaupt keinen Einfluss auf die Leitung der Verwaltung: Dort wurde der Gouverneur der jeweiligen Präfektur in Personalunion Bürgermeister der Präfekturhauptstadt. Die Abschaffung dieser Sonderregelung wurde von den bürgerlichen Parteien im Unterhaus des 1890 eingerichteten Reichstags gefordert, hatte aber wegen des Widerstands des Herrenhauses noch bis 1898 bestand. In den 1910er Jahren gab es einige Reformen der kommunalen Ordnung. Die Landkreise wurden als Verwaltungseinheit in den 1920er Jahren abgeschafft. Wie auch auf nationaler und Präfekturebene galt ab 1926 allgemeines, gleiches Wahlrecht für Männer bei Gemeindeparlamentswahlen. Zwischen 1926 und 1943 wurden auch die Bürgermeister kreisfreier Städte indirekt gewählt. 1943, unter dem Kriegskabinett von General Tōjō, wurden alle Gemeinden wieder enger den Weisungen der Reichsregierung bzw. der Gouverneure unterworfen, Bürgermeister wurden wie in der Meiji-Zeit wieder vom Innenminister ernannt, die Stadt Tokio abgeschafft und in die Präfektur Tokio integriert.
In der Besatzungszeit wurden bereits 1946 einige Reformen erlassen, 1947 etablierten die Nachkriegsverfassung und das „Gesetz über lokale Selbstverwaltung“ die kommunale Selbstverwaltung im Wesentlichen in heutiger Form. Bürgermeister werden seitdem in allen Gemeinden direkt vom Volk – nun Männer und Frauen – gewählt. Außerdem entstanden auf dem ehemaligen Stadtgebiet von Tokio die tokubetsu-ku („Sonderbezirke“) mit nahezu gleichen Selbstverwaltungsrechten wie andere Gemeinden, die allerdings später, nach Ende der Besatzungszeit wieder eingeschränkt wurden. Außerdem können die Bürger in Präfekturen und Gemeinden nun durch verschiedene Formen „direkter Eingaben“ (chokusetsu seikyū: Petitionen, Recalls, Volksinitiativen) direkten Einfluss auf die Verwaltung nehmen. Darüber hinaus können Kommunen „Verordnungen über Volksabstimmungen“ (住民投票条例, jūmin tōhyō jōrei) verabschieden; die auf dieser Grundlage durchgeführten Volksbefragungen sind zwar rechtlich nicht, aber politisch in hohem Maße bindend und haben seit den 1990er Jahren zu einigen national und international beachteten Entscheidungen geführt, so z. B. 2001 bei der Ablehnung von MOX-Brennelementen durch die Bürger der Gemeinde Kariwa (Präfektur Niigata) oder 2006 bei der Ablehnung eines US-Stützpunkts durch die Bürger der Stadt Iwakuni (Präfektur Yamaguchi).
Gemeindezusammenlegungen, die periodisch von der Regierung vorangetrieben werden, haben die Gesamtzahl der Gemeinden im Vergleich zu 1889 um fast 90 % reduziert, 2014 gab es noch 1.718 Gemeinden (ohne „Sonderbezirke“). Mancherorts lehnen Wähler und/oder Politiker aber Gemeindezusammenlegungen ab, in Miyada (Nagano) wurde 1956 sogar eine 1954 vollzogene Eingemeindung auf öffentlichen Druck rückgängig gemacht.
| Jahr        | 1888     | 1889   | 1922   | 1945   | 1953  | Apr. 1956 | Sept. 1956 | 1965  | 1975  | 1985  | 1995  | 1999  | 2004  | 2005  | 2006  | 2010  | 2014  |
| shi-chō-son | –        | 15.859 | 12.315 | 10.520 | 9.868 | 4.668     | 3.975      | 3.392 | 3.257 | 3.253 | 3.234 | 3.229 | 3.100 | 2.395 | 1.821 | 1.727 | 1.718 |
| shi         | –        | 39     | 91     | 205    | 286   | 495       | 498        | 560   | 643   | 651   | 663   | 671   | 695   | 739   | 777   | 786   | 790   |
| machi/chō   | (71.314) | 15.820 | 1.242  | 1.797  | 1.966 | 1.870     | 1.903      | 2.005 | 1.974 | 2.001 | 1.994 | 1.990 | 1.872 | 1.317 | 846   | 757   | 745   |
| mura/son    | (71.314) | 15.820 | 10.982 | 8.518  | 7.616 | 2.303     | 1.574      | 827   | 640   | 601   | 577   | 568   | 533   | 339   | 198   | 184   | 183   |